# 大和製罐
大和製罐株式会社（だいわせいかん）は、東京都千代田区に本社を置く製缶業者。業界2位の規模を有する。

## 概要

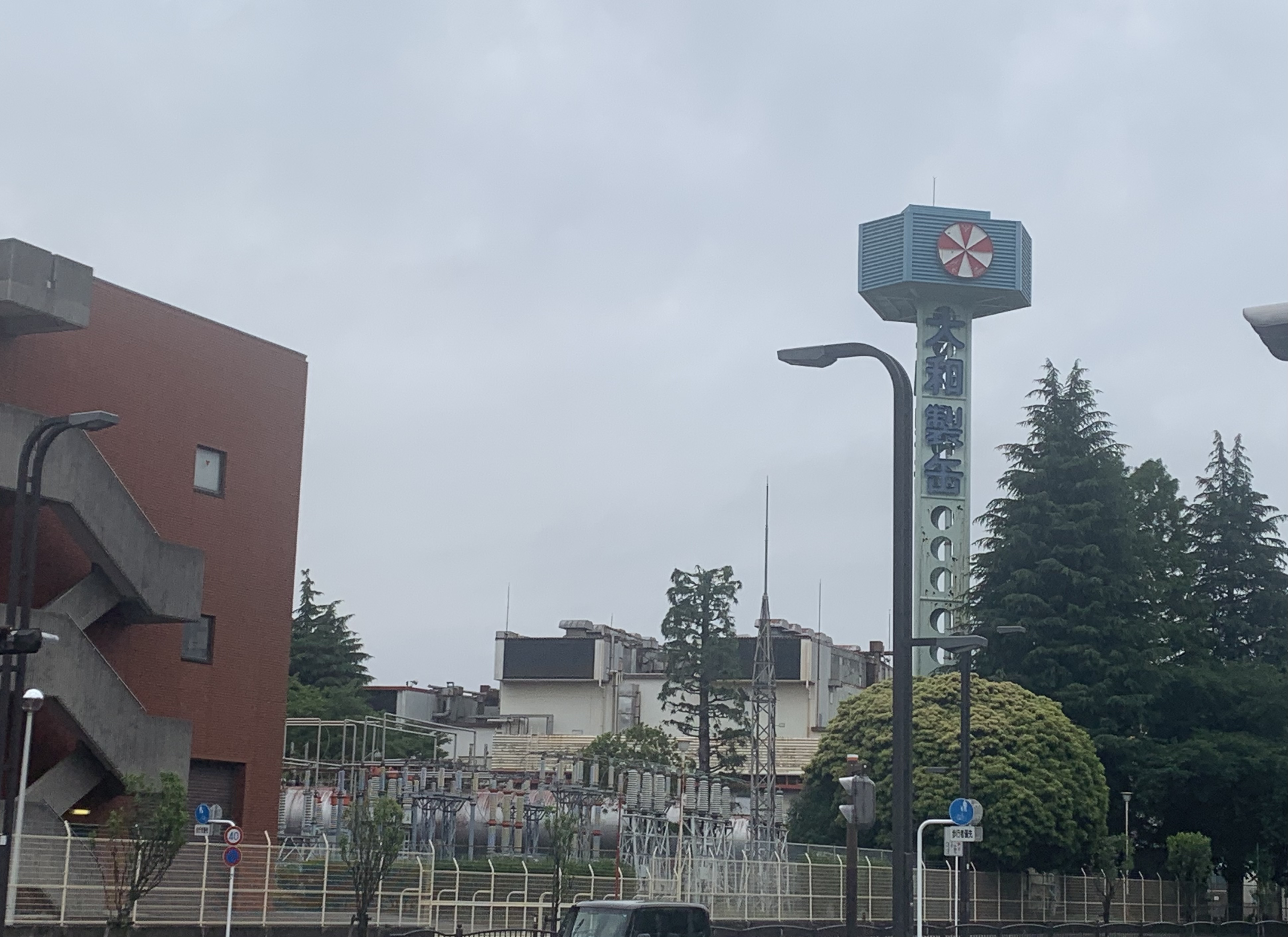
大和製罐東京工場
（相模原市緑区西橋本）

1939年（昭和14年）、大阪府に大阪コルク工業として設立。1950年、自動製缶機による食缶の製造事業に参入し、1953年（昭和28年）、現商号に変更。1956年に清水工場を建設、1965年（昭和40年）10月には、八幡製鉄の関連会社九州製罐と合併し、業容を拡大。
1969年には、世界初となるコーヒー飲料缶の商業生産・販売を開始した。2000年に開発した蓋ができる金属缶「ニューボトル缶」は、技術展覧会「キャネックス2000」で国内製缶メーカーで初となるグランプリを受賞した。
2014年（平成26年）3月期にグループ会社の新日本工機が海外事業の損失や航空機関連の受注減を背景として約54億円の巨額損失を計上。2015年3月期には、約144億円の追加損失を計上するとともに、大和製罐本体も約867億円の当期純損失を出し、グループで1000億円を超える赤字となり、信用不安に繋がった。2016年3月期には最終利益を確保したものの、この間にタイ王国のYMPプレス&ダイがビジネスリハビリテーション（日本のADRに相当）、新日本工機を台湾の友嘉実業集団に売却するなど、相次いで子会社の整理を行った。
2014年に、「エバースマイル」を発売し、介護食事業に参入した。
2017年（平成29年）4月20日に公正取引委員会から、缶詰用の「食品缶」の取引で東洋製罐や北海製缶と関係の弱い取引先との営業活動自粛などの談合をしたとして、私的独占の禁止及び公正取引の確保に関する法律（独占禁止法）違反容疑で立ち入り検査を受けた。

## 関連会社
- 大和エンジニアリング
- 大和サービス
- 大和千葉製罐
- 大和容器
- 日本デキシー
- ベルポリエステルプロダクツ
- モンデ酒造
- 三和缶詰

## 脚註

#### 広報資料・プレスリリースなど一次資料
1. ↑  大和製罐のあゆみ大和製罐 2017年3月22日閲覧